# 萨马拉苏维埃之翼足球俱乐部
萨马拉苏维埃之翼足球俱乐部（俄语：Профессиональный футбольный клуб «Крылья Советов» Самара）是俄罗斯足球俱乐部，位于萨马拉，一般也称之为萨马拉（或半譯半不譯地稱為蘇維杜夫）。2004年球队取得了俄罗斯足球超级联赛第3名。

## 球队历史
萨马拉苏维埃之翼足球俱乐部成立于1942年。球队首次参加赛事是苏联杯赛。1944年7月30日球队在杯赛1/16决赛中 1–5 输给了莫斯科火车头。首次参加苏联联赛（第二组）是在1945年6月4日的主场萨马拉体育场，赛事首场比赛中火车头和鱼雷队战成 1–1 平手。
1946年4月21日在阿拉木图球队完成了在苏联最高级别联赛中的首次亮相，虽然球队 1–2 败给了列宁格勒泽尼特。萨马拉苏维埃之翼共计 49 次参加了苏联联赛，13 次俄罗斯联赛。并且 43 次参加苏联杯赛，13 次参加俄罗斯杯赛。 
2002年7月6日，萨马拉苏维埃之翼首次出现在欧洲赛场，球队在国际托托杯第二轮中 3–0 击败了拉脫維亞的甸拿堡。2005年球队进入了歐洲足協盃首圈，但是以3–5、1–3两回合 4–8 败给了阿尔克马尔。

## 球队荣誉
- 苏联联赛中的最高排位: 第4名 (1951年)
- 俄罗斯联赛中的最高排位: 季军 (2004年)
- 苏联杯赛亚军 (1953年, 1964年)
- 俄罗斯杯赛亚军 (2003/04赛季)